# Саскылахский национальный наслег
Саскылахский национальный наслег или Саскылахский национальный (эвенкийский) наслег — сельское поселение в Анабарском улусе Якутии Российской Федерации.
Административный центр — село Саскылах.

## История
Статус и границы сельского поселения установлены Законом Республики Саха (Якутия) от 30 ноября 2004 года N 173-З N 353-III «Об установлении границ и о наделении статусом городского и сельского поселений муниципальных образований Республики Саха (Якутия)»

## Население
| 2002  | 2010  | 2011  | 2012  | 2013  | 2014  | 2015  |
| ----- | ----- | ----- | ----- | ----- | ----- | ----- |
| 1985  | ↗2317 | ↗2353 | ↘2300 | →2300 | →2300 | ↘2281 |
| 2016  | 2017  | 2018  | 2019  | 2020  | 2021  |       |
| ↗2311 | ↗2364 | ↗2420 | ↗2438 | ↗2486 | ↗2493 |       |

## Состав сельского поселения
| № | Населённый пункт | Тип населённого пункта       | Население |
| - | ---------------- | ---------------------------- | --------- |
| 1 | Саскылах         | село, административный центр | ↗2345     |
| 2 | Эбелях           | село                         | ↘0        |